# Gi alfa podjedinica
 alfa podjedinica ( ili Gi protein) je heterotrimerna G proteinska podjedinica koja inhibira cAMP produkciju iz ATP.

## Receptori
Sledeći G protein-spregnuti receptori formiraju spregu sa  podjedinicom:
- Acetilholinski M2 & M4 receptori
- Adenozinski A1 & A3 receptori
- Adrenergijski α2A, α2B, & α2C receptori
- Kalcijum detektujući receptor
- Hemokinski CXCR4 receptor
- Dopaminski D2, D3, D4
- GABA GABAB receptor
- Glutamatni mGluR2, mGluR3, mGluR4, mGluR6, mGluR7, & mGluR8 receptori
- Histaminski H3 & H4 receptori
- Melatoninski MT1, MT2, & MT3 receptori
- Opioidni δ, κ, μ, & nociceptin receptori
- Prostaglandinski EP1, EP3, FP, & TP receptori
- Serotoninski 5-HT1 & 5-HT5 receptori

## Funkcija
uglavnom inhibira cAMP zavisne puteve putem inhibiranja aktivnosti adenilat ciklaze. Time se umanjuje cAMP produkcija iz ATP, što rezultuje u smanjenju aktivnosti cAMP-zavisne proteinske kinaze. Na taj način,  ima suprotni efekat od cAMP-zavisne proteinske kinaze. On takođe ima manju ulogu u aktivaciji puta fosfolipaze C.

## Literatura
1. ↑  Birnbaumer L (2007). „Expansion of signal transduction by G proteins. The second 15 years or so: from 3 to 16 alpha subunits plus betagamma dimers”. Biochim. Biophys. Acta. 1768 (4): 772—93. PMC 1993906 . PMID 17258171. doi:10.1016/j.bbamem.2006.12.002.
2. ↑  Obál F, Krueger J (2001). „The somatotropic axis and sleep.”. Rev Neurol (Paris). 157 (11 Pt 2): S12—5. PMID 11924022.

## Spoljašnje veze
- Gi+alpha+Subunit на 